# George Frederik II van Brandenburg-Ansbach
George Frederik II van Brandenburg-Ansbach bijgenaamd de Jongere (Ansbach, 3 mei 1678 - Schmidmühlen, 29 maart 1703) was van 1692 tot aan zijn dood markgraaf van Brandenburg-Ansbach. Hij behoorde tot het huis Hohenzollern.

## Levensloop
George Frederik II was de derde zoon van markgraaf Johan Frederik van Brandenburg-Ansbach en diens eerste echtgenote Johanna Elisabeth van Baden, dochter van markgraaf Frederik VI van Baden-Durlach.
Na het overlijden van zijn oudere broer Christiaan Albrecht in 1692 werd hij markgraaf van Brandenburg-Ansbach. Op dat moment was George Frederik II nog minderjarig, waardoor er tot aan zijn achttiende verjaardag in 1696 een regentenraad werd aangesteld die in zijn naam Brandenburg-Ansbach bestuurde. 
Tijdens de Negenjarige Oorlog streed hij van 1695 tot 1697 als vrijwilliger in het Keizerlijk Leger. Tijdens de Spaanse Successieoorlog kon hij in 1702 de Vesting Bersello in Modena veroveren, waarna hij werd benoemd tot generaal in het Keizerlijk Leger. Op 28 maart 1703 raakte George Frederik II ernstig gewond in de Slag bij Schmidmühlen. Een dag later bezweek hij op 24-jarige leeftijd aan zijn verwondingen.
Omdat hij ongehuwd en kinderloos was gebleven, werd hij als markgraaf van Brandenburg-Ansbach opgevolgd door zijn halfbroer Willem Frederik.